# Essener Weihnachtsmarkt

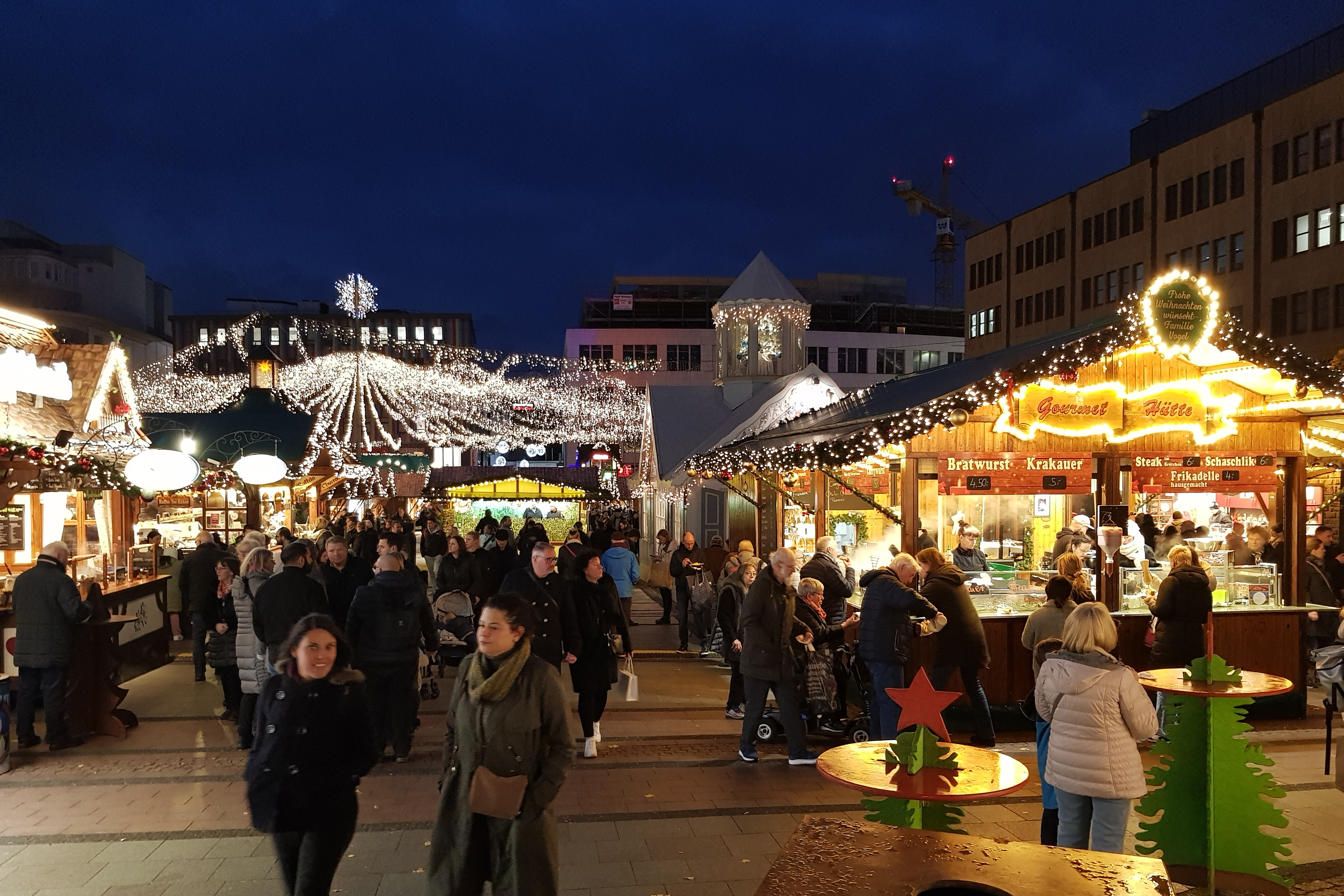
Kennedyplatz mit Lichternetz (2024)

Der Essener Weihnachtsmarkt, auch Internationaler Weihnachtsmarkt Essen, ist der größte Weihnachtsmarkt in Essen. Er findet seit 1972 jährlich statt, beginnt immer Mitte November und endet am 23. Dezember. Im Jahr 2022 wurde der Essener Weihnachtsmarkt in einer Umfrage des Online-Portals European Best Destinations auf Platz 6 in Europa und in Deutschland auf Platz 1 gewählt. Dabei wurde er als Best Sustainable Christmas Market in Europe ausgezeichnet.

## Geschichte
Vorläufer des heutigen Essener Weihnachtsmarktes gab es bereits in den 1920er und 1930er Jahren. Beispielsweise fand er bis 1934 am Markt und auf dem Kopstadtplatz statt. Diese Märkte fanden nur an einem Tag oder an wenigen Tagen kurz vor Weihnachten statt. Zwischen 1935 und 1940 fand auch auf dem Burgplatz ein Weihnachtsmarkt statt. Danach verhinderten der Zweite Weltkrieg und die Nachkriegszeit zunächst weitere Veranstaltungen.
Später wurde ein Weihnachtsmarkt von Schaustellern aus Essen durchgeführt. Auf dem Gildenplatz, seit 1963 Kennedyplatz, entstand ein eingezäunter Bereich in dem erstmalig Glühwein verkauft wurde. Der Markt hatte Kirmes-Charakter. Die Stadt Essen übernahm später die Organisation des Weihnachtsmarktes, erweiterte ihn über den Kennedyplatz hinaus und übertrug sie der im Jahr 1996 gegründeten EMG-Essen Marketing GmbH, die ihn seither veranstaltet.
Im Jahr 2020 fiel er wegen der COVID-19-Pandemie aus.

## Charakter

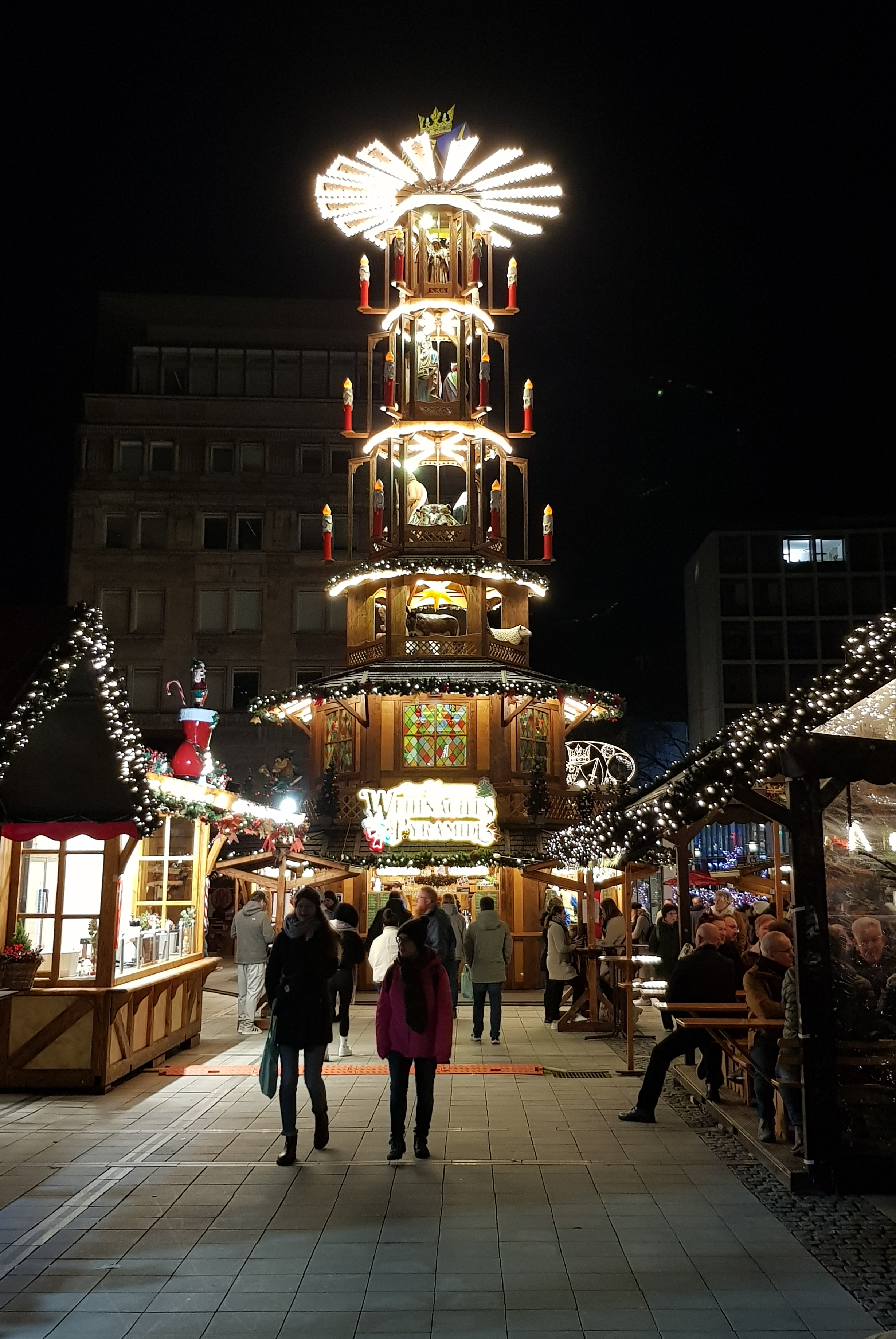
Weihnachtspyramide auf dem Willy-Brandt-Platz (2024)

Der Essener Weihnachtsmarkt sieht sich als traditioneller Weihnachtsmarkt mit einem hohen nicht-gastronomischen Angebot. Im Jahr 2024 gibt es rund 170 Verkaufsstände. Der Hauptveranstaltungsplatz ist der Kennedyplatz, der von einer Lichtkrone überspannt ist. Weitere Schauplätze sind der Burgplatz mit dem Riesenrad, der Flachsmarkt mit dem mittelalterlichen Markt, der Friedensplatz, der Markt, der Theaterplatz und der Willy-Brandt-Platz.
Auf letztgenanntem Platz, der vom Hauptbahnhof gesehen als Eingangstor zur Innenstadt gilt, war in den vergangenen Jahren immer ein großer Weihnachtsbaum aufgestellt. Dieser wurde im November 2024 durch eine rund 20 Meter hohe Weihnachtspyramide ersetzt. Die aus sechs Etagen bestehende Pyramide dient als Verkaufsstand für Glühwein und andere Getränke. Sie wurde in Wanzleben in Sachsen-Anhalt im Auftrag eines Essener Schaustellers für rund 300.000 Euro erstellt.
Im Jahr 2024 verzeichnete man knapp zwei Millionen Besucher (Vorjahr: etwa 1,5 Millionen), darunter viele aus den Niederlanden und Belgien.